# Achisch (Gat)
Achisch (hebräisch אָכִישׁ), Sohn des Ma'och (zur Namensbedeutung und Herkunft siehe Achisch) ist nach den Erzählungen der Bibel König von Gat zur Zeit Davids.
Auf der Flucht vor Saul (1 Sam 21 ) kommt David an den Hof Achischs nach Gat. Aus Furcht vor dem König und seinen Beratern, die ihn als Bezwinger der Philister erkennen, stellt er sich verrückt. Diese List wird von Achisch nicht durchschaut. Nach 1 Sam 27  geht David mit seinen 600 zu Achisch über und erhält von diesem Ziklag als Lehen, von wo aus er Raubzüge zu den Geschuritern oder Amalekitern unternimmt und das Land verheert. Da er Achisch berichtet, er würde den Süden Judas bekriegen, schenkt dieser ihm weiterhin Vertrauen und nimmt ihn letztlich sogar als Leibwächter in den Kampf gegen die Israeliten mit (1 Sam 28,1f ). Bevor es zur Schlacht kommt, opponieren jedoch die Obersten der Philister gegen diese Entscheidung, so dass Achisch David zurückschickt und David somit nicht gegen die Israeliten kämpfen muss.
Ebenfalls ein König Achisch von Gat, Sohn des Ma'acha, wird als Zeitgenosse Salomos in 1 Kön 2,39f  erwähnt. Ob damit dieselbe Person gemeint ist, bleibt unsicher.